# مياغي (محافظة)
محافظة مياغي (باليابانية: 宮城県 مياغي-كن) هي محافظة في اليابان، عاصمتها مدينة سنداي، وتقع في منطقة توهوكو. تطل من الشرق على المحيط الهادي ومن الغرب على سلسة جبال أووو.

## جغرافيا
تقع محافظة مياغي في منتصف منطقة توهوكو مطلة على المحيط الهادي وفيها مدينة سنداي التي تعتبر أكبر مدينة في منطقة توهوكو.

### المدن
تضم محافظة مياغي ثلاث عشر مدينة هي :
| - هيغاشي-ماتسوشيما - إيشينوماكي - إيوانوما - كاكودا - كيسين-نوما - كوريهارا - ناتوري | - أوساكي - سنداي (العاصمة) - شيوغاما - شيروإيشي - تاغاجو - تومه |

### البلدات والقرى
يوجد قرى وبلدات في كل مقاطعة من محافظة مياغي:
| - مقاطعة إيغو ماروموري - مقاطعة كامي كامي سيكاما - مقاطعة كاتا شيتشيكاشوكو زاو - مقاطعة كوروكاوا أوهيرا أوساتو تايوا توميا | - مقاطعة مياغي ماتسوشيما ريفو شيتشيغاهاما - مقاطعة موتويوشي ميناميسانريكو - مقاطعة أوشيكا أوناغاوا - مقاطعة شيباتا كاواساكي موراتا أوغاوارا شيباتا | - مقاطعة تودا ميساتو واكويا - مقاطعة واتاراي واتاري ‡ ياماموتو ‡ |

‡ من المخطط إلغاؤها مع الدمج المخطط.

## الاقتصاد
يعتمد اقتصاد مياغي على الصيد والزراعة، وتنتج الكثير من المحاصيل والمواشي، بالإضافة إلى تركز الصناعات في سنداي والمناطق المحيطة بها.

## توأمة
لمياغي (محافظة) اتفاقيات توأمة مع كل من:
- جيلين [4]
- ديلاوير [4]
- مقاطعة روما [4]

## أعلام
- يوشيهيتو ياماج
- ماكوتو سيكوا
- يوي هاسيكوا
- توموكازو هيراما
- روبرت هامبتون غراي
- ماسايوكي ميتا